# Haeuslerina
Haeuslerina es un género de foraminífero planctónico de la familia Conoglobigerinidae, de la superfamilia Rotaliporoidea, del suborden Globigerinina y del orden Globigerinida. Su especie tipo es Globigerina helvetojurassica. Su rango cronoestratigráfico abarca desde el Oxfordiense superior hasta el Kimmeridgiense inferior (Jurásico superior).

## Descripción
Haeuslerina incluía especies con conchas trocoespiraladas y forma globigeriforme; sus cámaras eran globulares, creciendo en tamaño de forma rápida; su ombligo era pequeño y profundo; su contorno era lobulado y su periferia redondeada; las suturas intercamerales eran radiales e incididas; su abertura era umbilical a umbilical-extraumbilical con forma de arco y bordeada por un labio; presentaban pared calcítica hialina y superficie pustulada (pústulas imperforadas).

## Discusión
Clasificaciones posteriores incluyen Haeuslerina en la superfamilia Favuselloidea.

## Paleoecología
Haeuslerina incluía especies con un modo de vida planctónico, de distribución latitudinal templada, y habitantes pelágicos de aguas superficiales (medio nerítico y epipelágico).

## Clasificación
Haeuslerinaa la siguiente especie:
- Haeuslerina helevetojurassica †
- Haeuslerina parva †